# Trenza fulani

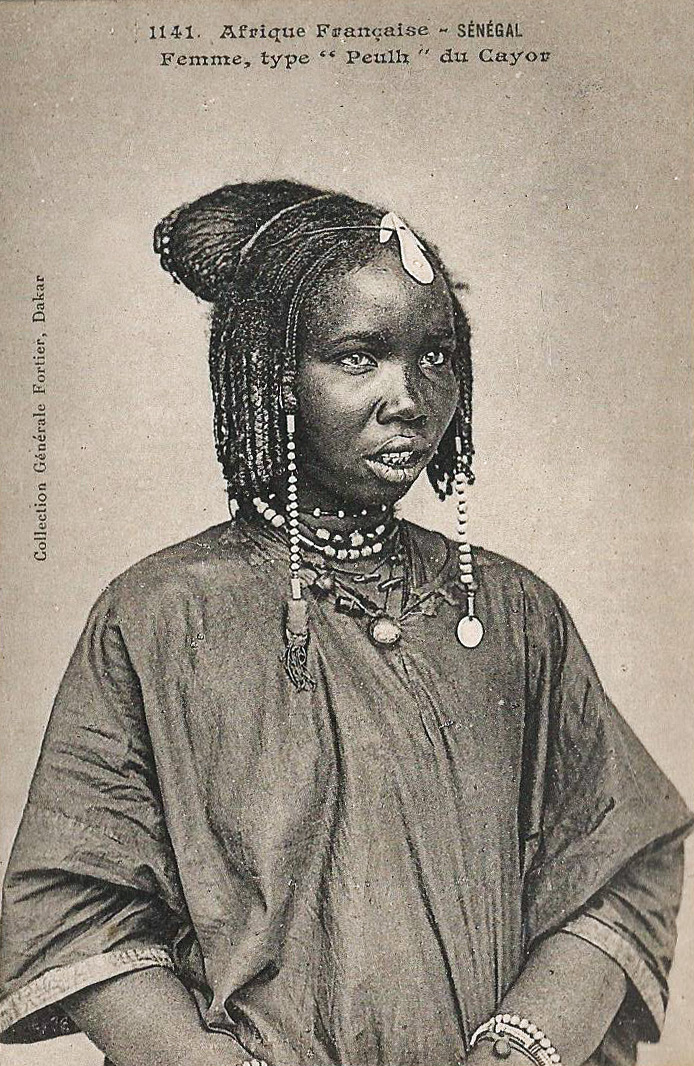
Fotografía de una mujer fulani de Cayor, en el Senegal francés (actual Senegal) peinada con trenzas fulani a comienzos del siglo xx

La trenza fulani o también conocido como el estilo de peinado fulani es un tipo de trenza africana cosida originada por las mujeres senegalesas de la etnia fulani o fula, la cual se ha extendido por moda en otros países de África y del mundo entero. 

## Historia
Las trenzas dentro de las tribus fulani juega un rol importante a nivel social y se ha extendido a toda la cultura femenina de Senegal. Dependiendo de la forma de las trenzas y de los accesorios que son utilizados pueden simbolizar el origen tribal, el estatus y el estado civil de la portadora.
El principal distintivo de las trenzas fulani frente otros peinados senegaleses o africanos de este tipo son los dos o más mechones largos trenzados a cada lado, a los cuales también se le añaden joyas decorativas en cada trenza, dependiendo cada ocasión en la que se utilicen. 
Este estilo ha sido popularizado por celebridades del ámbito internacional, tales como Rihanna, Alicia Keys, Vernon Francois, Cicely Tyson y Bo Derek, entre otras.